# Brian Naylor
 John Brian Naylor  va ser un pilot de curses automobilístiques britànic que va arribar a disputar curses de Fórmula 1.
Brian Naylor va néixer el 24 de març del 1923 a Salford, Anglaterra i va morir el 8 d'agost del 1989 a Marbella, Espanya.

## A la F1
Va debutar a la sisena cursa de la temporada 1957 (la vuitena temporada de la història) del campionat del món de la Fórmula 1, disputant el 4 d'agost del 1957 el GP d'Alemanya al Circuit de Nürburgring.
Brian Naylor va participar en un total de vuit curses puntuables pel campionat de la F1, disputant-les en cinc temporades diferents (1957 - 1961), assolí un tretzè lloc com a millor resultat i, per tant, no aconseguint cap punt pel campionat.

## Resultats a la Fórmula 1
| Any  | Equip      | Xassís | Motor    | 1   | 2       | 3   | 4   | 5       | 6      | 7       | 8       | 9       | 10      | 11  | Posició | Punts |
| ---- | ---------- | ------ | -------- | --- | ------- | --- | --- | ------- | ------ | ------- | ------- | ------- | ------- | --- | ------- | ----- |
| 1957 | J B Naylor | Cooper | Climax   | ARG | MON     | 500 | FRA | GBR     | ALE 13 | PES     | ITA     |         |         |     | -       | 0     |
| 1958 | J B Naylor | Cooper | Climax   | ARG | MON     | HOL | 500 | BEL     | FRA    | GBR     | ALE Ret | POR     | ITA     | MAR | -       | 0     |
| 1959 | J B Naylor | JBW    | Maserati | MON | 500     | HOL | FRA | GBR Ret | ALE    | POR     | ITA     | USA     |         |     | -       | 0     |
| 1960 | J B Naylor | JBW    | Maserati | ARG | MON NVQ | 500 | HOL | BEL     | FRA    | GBR 13  | POR     | ITA Ret | USA Ret |     | -       | 0     |
| 1961 | J B Naylor | JBW    | Climax   | MON | HOL     | BEL | FRA | GBR     | ALE    | ITA Ret | USA     |         |         |     | -       | 0     |

### Resum
| Curses: | Victòries: | Pòdiums: | Poles: | Voltes ràpides: | Punts: |
| ------- | ---------- | -------- | ------ | --------------- | ------ |
| 8       | 0          | 0        | 0      | 0               | 0      |